# Djurs Sommerland
Djurs Sommerland is een attractiepark in Nimtofte, Midden-Jutland. Het park werd in 1981 opgericht door Ole B. Nielsen en Børge Godsk Jensen. Zoals de naam het al zegt, is het park vooral open in de zomer. Het park kreeg in het seizoen 2022 878.000 gasten, waarmee het een van de drukstbezochte pretparken van Denemarken is.
Het attractiepark heeft enkele records op zijn naam staan waaronder de langste achtbaan van Denemarken met Juvelen. Daarnaast heeft het attractiepark, samen met Fårup Sommerland, de meeste achtbanen van Denemarken (8).

## Het park
Het attractiepark heeft ongeveer 60 attracties, waarvan 8 achtbanen, en deze zijn ingedeeld in acht themagebieden. Ook is er een zwempark. Hieronder een overzicht:
- Sommerland is het originele gebied en opende in 1981.
- Bondegårdsland is een nieuwer themagebied en heeft attracties die gethematiseerd zijn naar de boerderij. Dit gebied bevat veel kinderattracties en is geopend in 2015.
- Dinosaurland is een in 2022 geopend gebied met enkele attracties gericht op kinderen en 25 levensechte dinosauriërs. In 2023 opende het tweede deel van het gebied op de plaats van Africaland.
- Africaland was een themagebied wat in het teken staat van Afrika en is geopend in 1993. Hiermee was het het eerste themagebied van het park. In 2023 werd het herthematiseerd waardoor het onderdeel werd van Dinosaurland.
- Westernland is het cowboythemagebied van het park en werd geopend in 2007.
- Mexicoland staat in het teken van Mexico en is geopend in 2004.
- Pirateland dit themagebied is geopend in 2008 en heeft piraten als thema. In dit gebied staat onder andere de achtbaan Piraten.
- Vikingeland is een themagebied waar Vikingen centraal in staan, het is geopend in 2014.
- Wild Asia Hierin staat de Aziatische jungle centraal. Het opende in 2019.
- Vandland is het zwembad van het park dat geopend werd in 1985.

## Belangrijke gebeurtenissen in Djurs Sommerlands geschiedenis
| Jaar | Gebeurtenis |
| ---- | --- |
| 1981 | Djurs Sommerland wordt opgericht door Ole B. Nielsen en Børge Godsk Jensen.                                                               |
| 1985 | Een zwembad opent (eerste in zijn soort in Denemarken).                                                                                   |
| 1991 | Boomstammenattractie Colorado River opent.                                                                                                |
| 1993 | Het themagebied Afrikaland opent |
| 1998 | De wildwaterbaan River Grande Rafting opent                                                                                               |
| 2002 | De achtbaan Thor's Hammer opent. |
| 2007 | Het themagebied Westernland opent. |
| 2008 | De achtbaan Piraten wordt geopend. Tegelijk met deze gebeurtenis wordt ook het themagebied Piratenland geopend.                           |
| 2011 | De waterachtbaan Skatteøen opent. |
| 2013 | De lanceerachtbaan Juvelen wordt geopend. Deze nam het record van langste achtbaan van Denemarken over van Rutschebanen in Dyrehavsbakken |
| 2014 | Het themagebied Vikingeland opent |
| 2015 | Het themagebied Bondegårdsland opent |
| 2017 | De nieuwe achtbaan DrageKongen gaat open                                                                                                  |
| 2018 | Er komen enkele kinderattracties bij, waaronder een nieuwe achtbaan Jungle Rally.                                                         |
| 2019 | het themagebied Wild Asia opende. Hierin staat de grootste Gyro Swing van Denemarken, en een omgekeerde achtbaan van Intamin              |
| 2022 | De eerste fase van het themagebied Dinoland opende. Daarnaast kreeg het een recordaantal bezoekers (878.000).                             |

## Bezoekersaantallen
| 2004    | 2005    | 2006    | 2007    | 2008    | 2009    | 2010    | 2011    | 2012    | 2013    | 2014    | 2015    | 2016    | 2017    | 2018    | 2019    | 2020    | 2021    | 2022    |
| ------- | ------- | ------- | ------- | ------- | ------- | ------- | ------- | ------- | ------- | ------- | ------- | ------- | ------- | ------- | ------- | ------- | ------- | ------- |
| 480.500 | 408.500 | 495.000 | 487.000 | 528.000 | 550.000 | 575.000 | 662.000 | 623.000 | 752.000 | 705.000 | 801.000 | 744.500 | 808.000 | 817.952 | 780.255 | 450.000 | 820.113 | 878.000 |

## Afbeeldingen

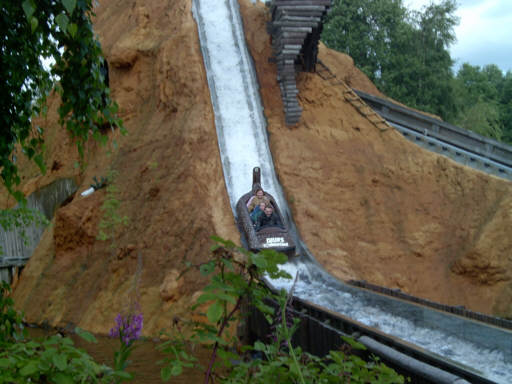
Boomstamattractie
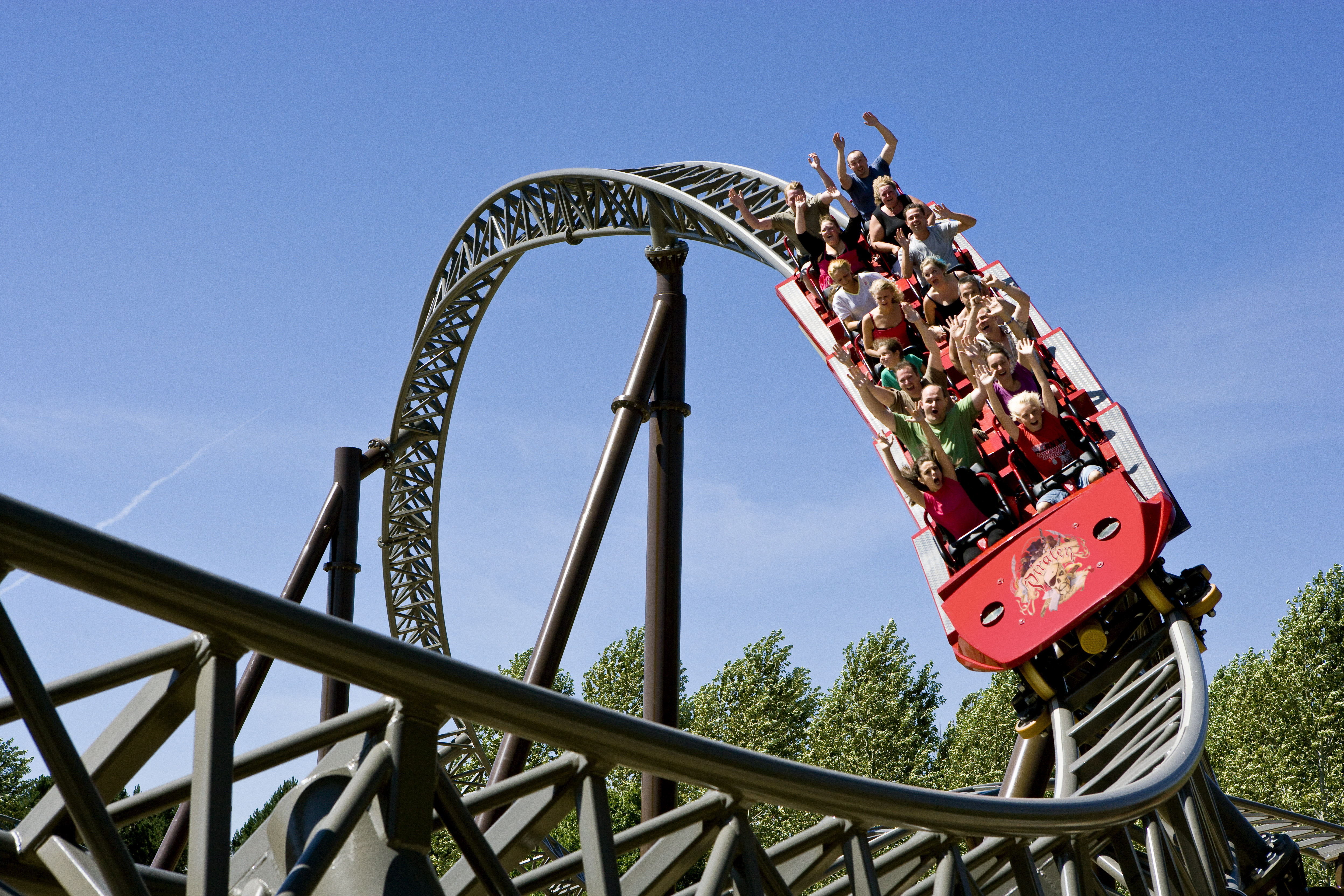
Piraten achtbaan
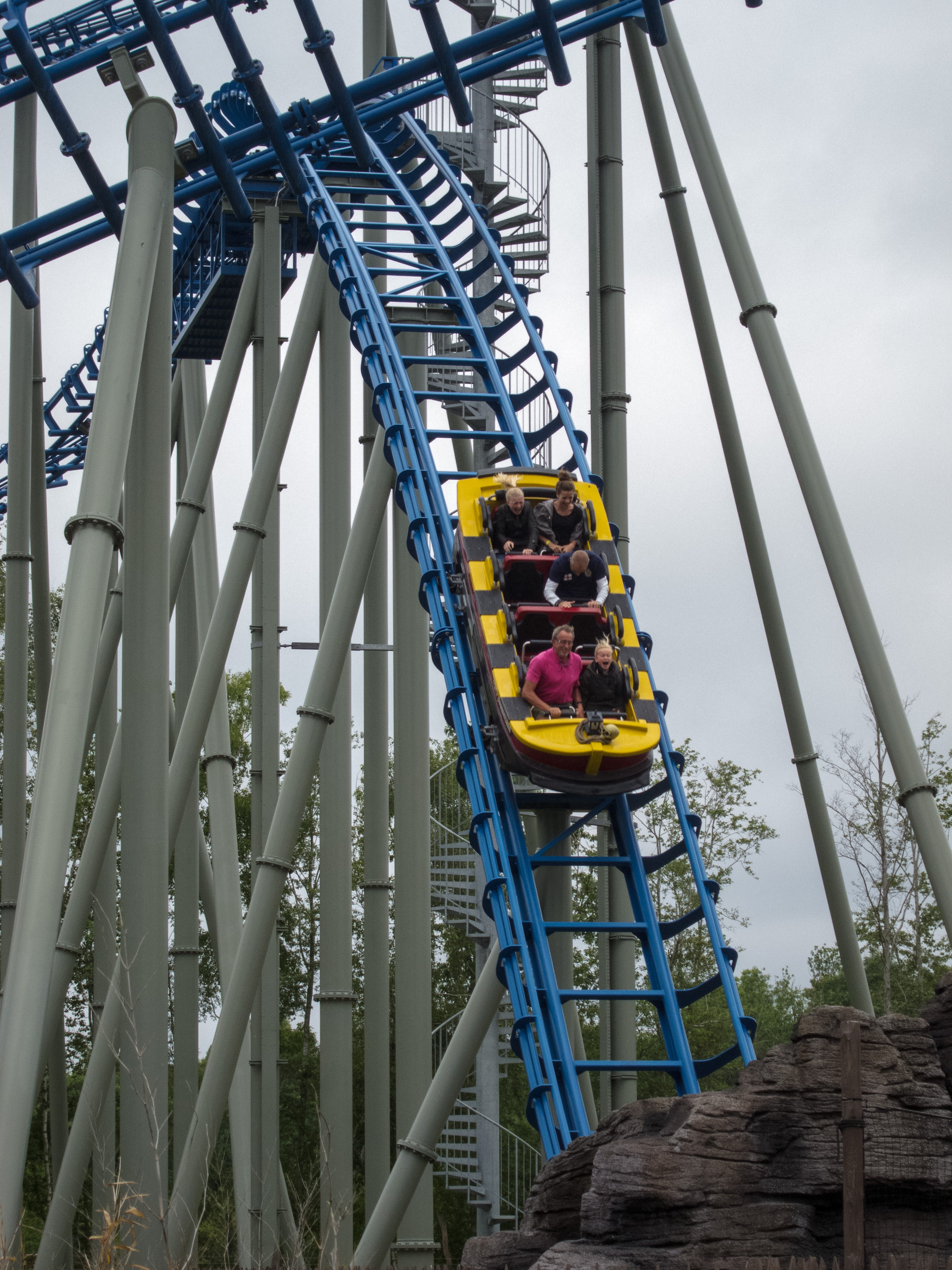
Waterachtbaan Skatteøen